# Ölandsbron

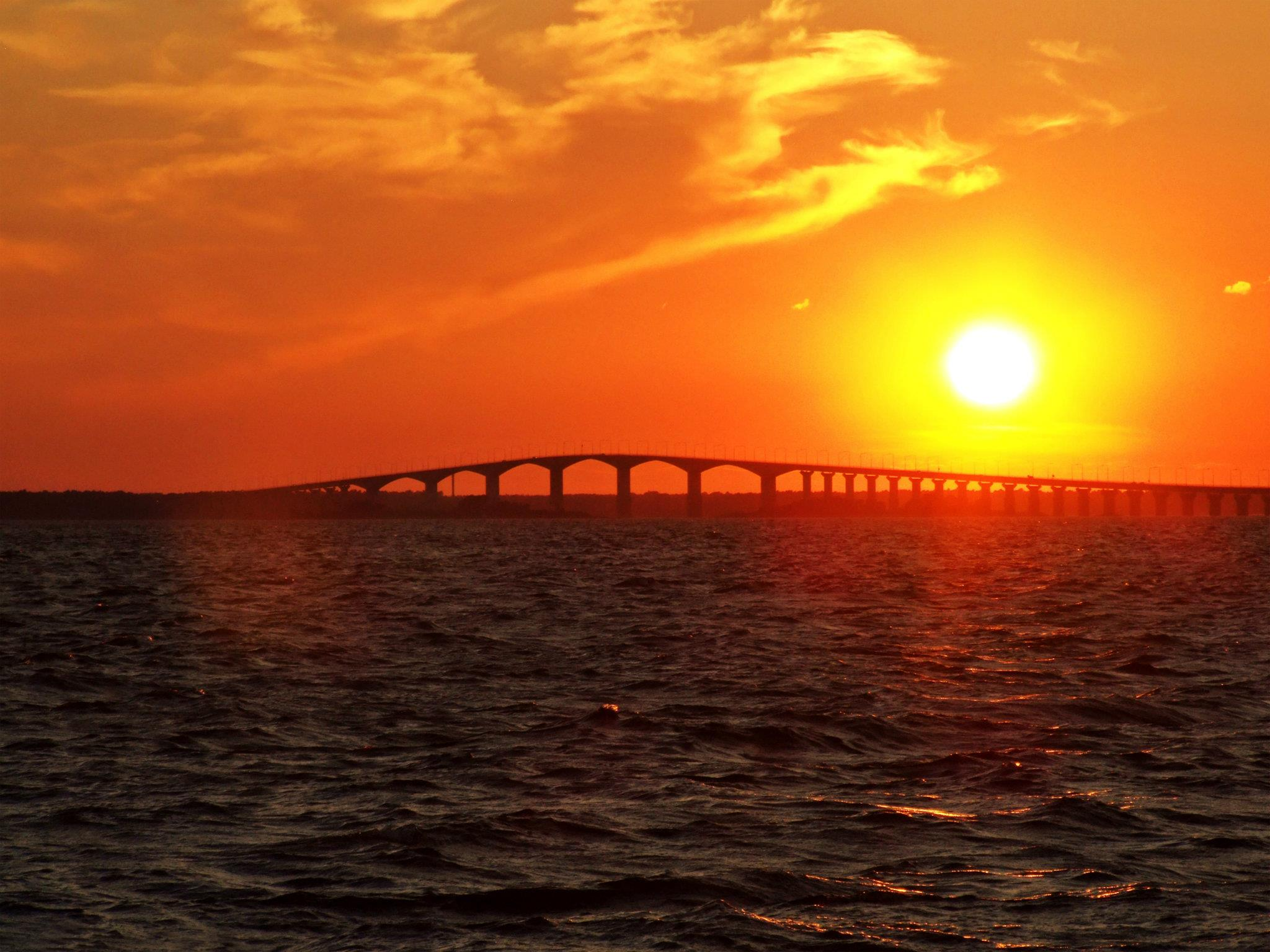
Ölandsbron från Färjestaden

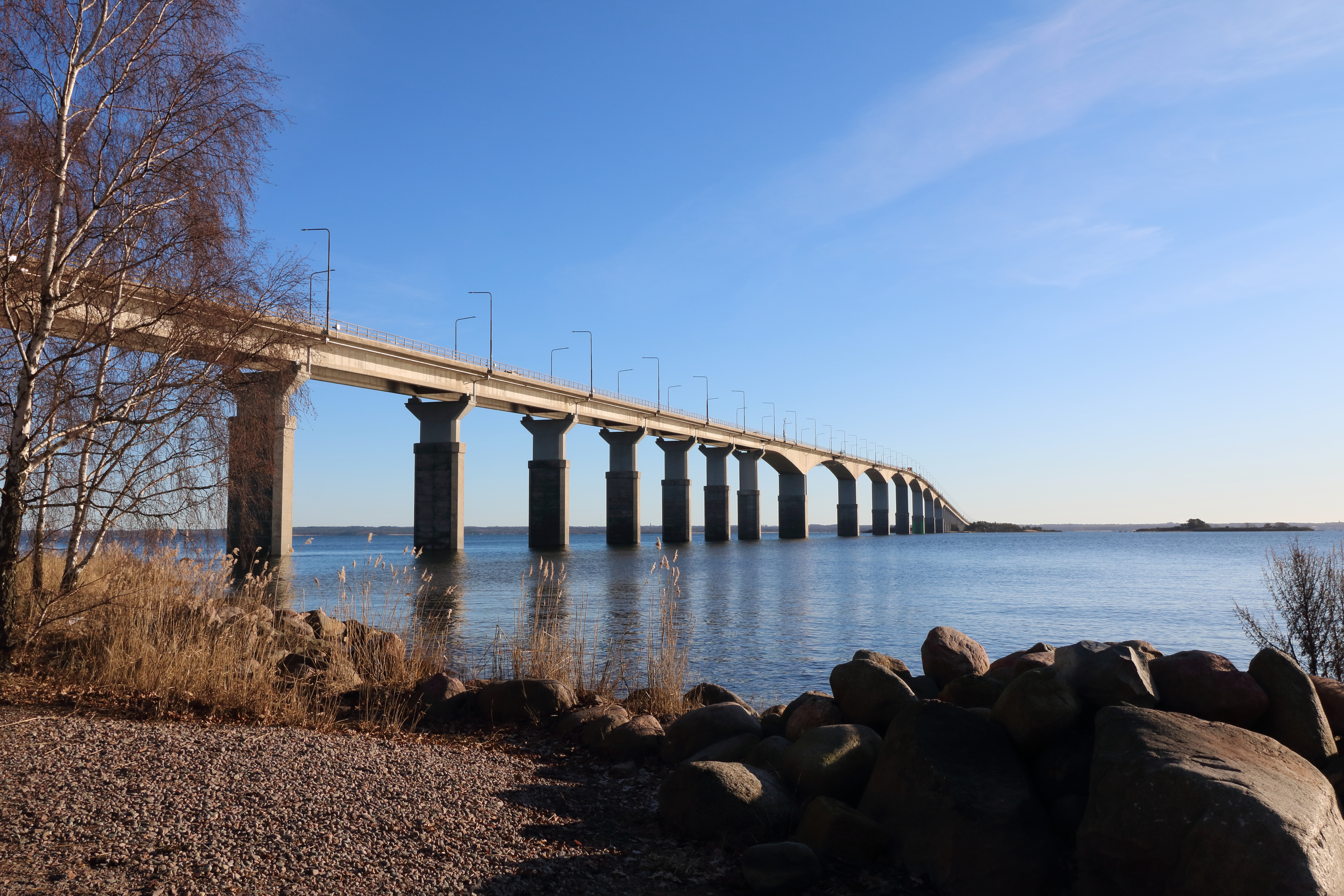
Bron från Kalmarsidan

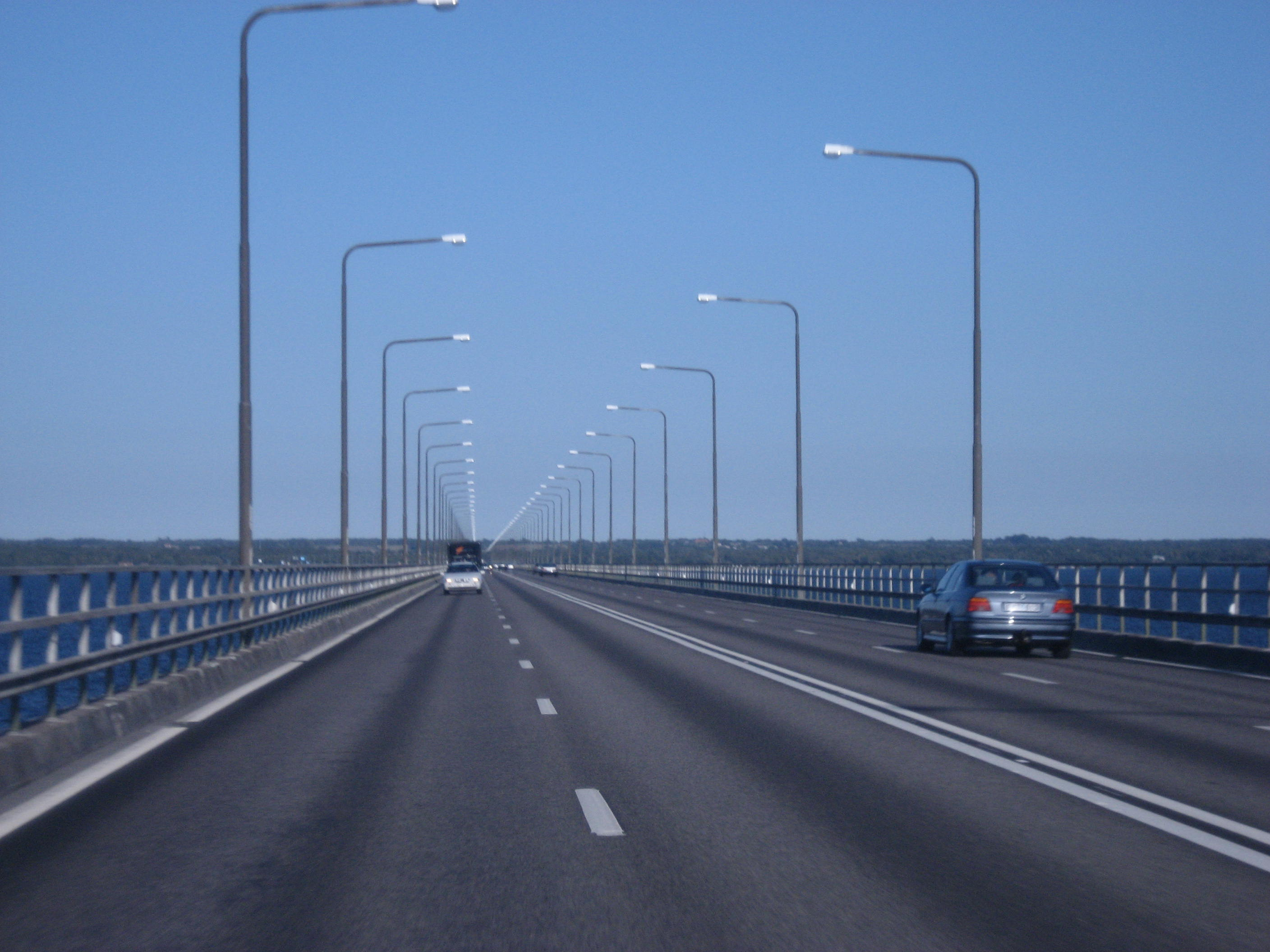
Trafik på Ölandsbron

Ölandsbron är en vägbro i Sverige som går över Kalmarsund, mellan Jutnabben i Kalmar på fastlandet och Möllstorp i Algutsrums socken invid Färjestaden på Öland i Östersjön.
Den är en 6 072 meter lång balkbro och har en segelfri höjd på 36 meter och en fri brobredd på 13 meter. Högsta höjd 41,69 meter, lägsta höjd 6,65 meter. Bron är byggd av armerad betong i 155 spann varav högbrodelen i 6 spann om 130 meters spännvidd. Ölandsbron är Sveriges längsta bro, om man bara jämför de brodelar som befinner sig på svenskt territorium (Öresundsbron, som är längre, är delvis byggd på danskt territorium).
Vägen som går över bron är länsväg 137, vilken ansluter till E22 på fastlandet, och länsväg 136 på Öland.

## Historia
Planen på en fast förbindelse mellan Öland och det svenska fastlandet hade funnits länge och ledde till ett flertal motioner i Sveriges riksdag och utredningar. Det första konkreta förslaget redovisades 1932. På 1950-talet aktualiserades frågan om Ölandsbron. Riksdagspolitikern Fritz Börjesson var en starkt drivande kraft i att få en fast förbindelse mellan Kalmar och Öland. En annan förespråkare var jägmästaren på Öland Uno Danielson.
Den 18 november 1966 fastställde Sveriges regering en plan för byggande av storbroar, och i denna plan ingick Ölandsbron. Första spadtaget togs på Smålandssidan av dåvarande kommunikationsminister Svante Lundkvist (S) den 30 december 1967. På Ölandssidan togs det första spadtaget den 4 januari 1968 av riksdagsmannen Fritz Börjesson (C). 
Bron invigdes den 30 september 1972 av kronprins Carl Gustaf. Den var Europas längsta bro ända till 1998, då Vasco da Gama-bron i Portugal invigdes.
Redan i samband med att beslut togs om att bygga Ölandsbron vände utflyttningen från Öland. En stor mängd bostäder började byggas i Färjestaden med omnejd.
Ölandsbron kostade 130 miljoner kronor att bygga.

### Underhåll
Ölandsbron har sedan invigningen genomgått åtskilliga reparations- och ombyggnadsprojekt. Vid planeringen och byggandet av bron underskattades miljöns aggressivitet. Kalmarsund klassades på den tiden inte som marin miljö. Det innebar att en lägre cementhalt, mindre täckande betongskikt och högre vattencementtal kunde tillåtas än vad som tillåts i dag. Det gav sämre hållfasthet på betongen. Utöver detta tilläts vid byggandet av bron blandning av betong med bräckt vatten från Kalmarsund för vissa konstruktionsdelar vilket orsakade korrosion av armeringen i bron. Brons utsatta läge för hav och vind, tillsammans med det ständiga nötandet från de i snitt 18 600 fordon som passerar bron varje dag, är en annan orsak till att bron, precis som andra broar av dess komplexitet och storlek, behöver underhållas regelbundet. Mellan 1972 och 2017 har Ölandsbron underhållits och förbättrats för cirka 1,1 miljarder kronor enligt prisnivån 2010. Detta ger en underhållskostnad på cirka 300 kronor per kvadratmeter per år. Denna kostnad är på den nivå för vad det kostar att underhålla broar i Ölandsbrons storlek och komplexitet.
Under 2013 byttes belysningen ut på Ölandsbron mot energisnåla lysdioder, och samtidigt infördes en teknik med vilken belysningen skulle kunna ändras allt efter trafikintensiteten.